# Isola di Procida (traghetto)
L'Isola di Procida è un traghetto appartenente alla compagnia di navigazione italiana Caremar.

## Servizio
Varato il 19 giugno 1999 nei cantieri navali Rodriquez di Pietra Ligure con il nome di Isola di Procida e consegnato il 10 settembre alla Caremar, prende servizio nello stesso mese nel Golfo di Napoli, aggiungendosi al già presente gemello Isola di Capri.

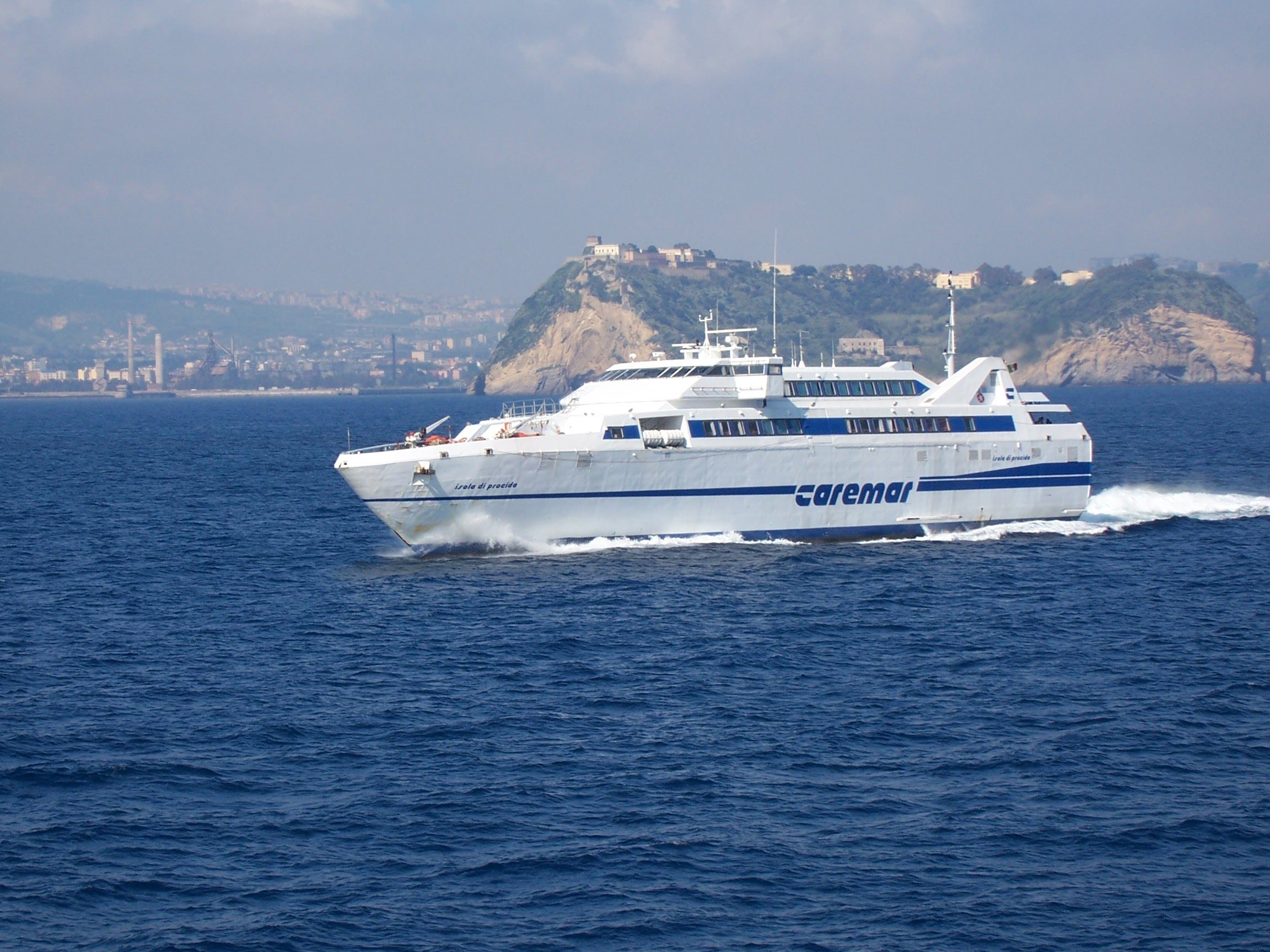
L'Isola di Procida in navigazione nel golfo di Napoli nel 2007.

Negli anni è stato saltuariamente impiegato anche nei collegamenti tra Formia, Ponza e Ventotene ed in quelli tra Anzio e Ponza.
Nel 2021 viene noleggiato alla Laziomar ed impiegato nei collegamenti tra Formia, Ponza e Ventotene in sostituzione del Don Francesco.
Terminato il noleggio, torna regolarmente in servizio per Caremar.

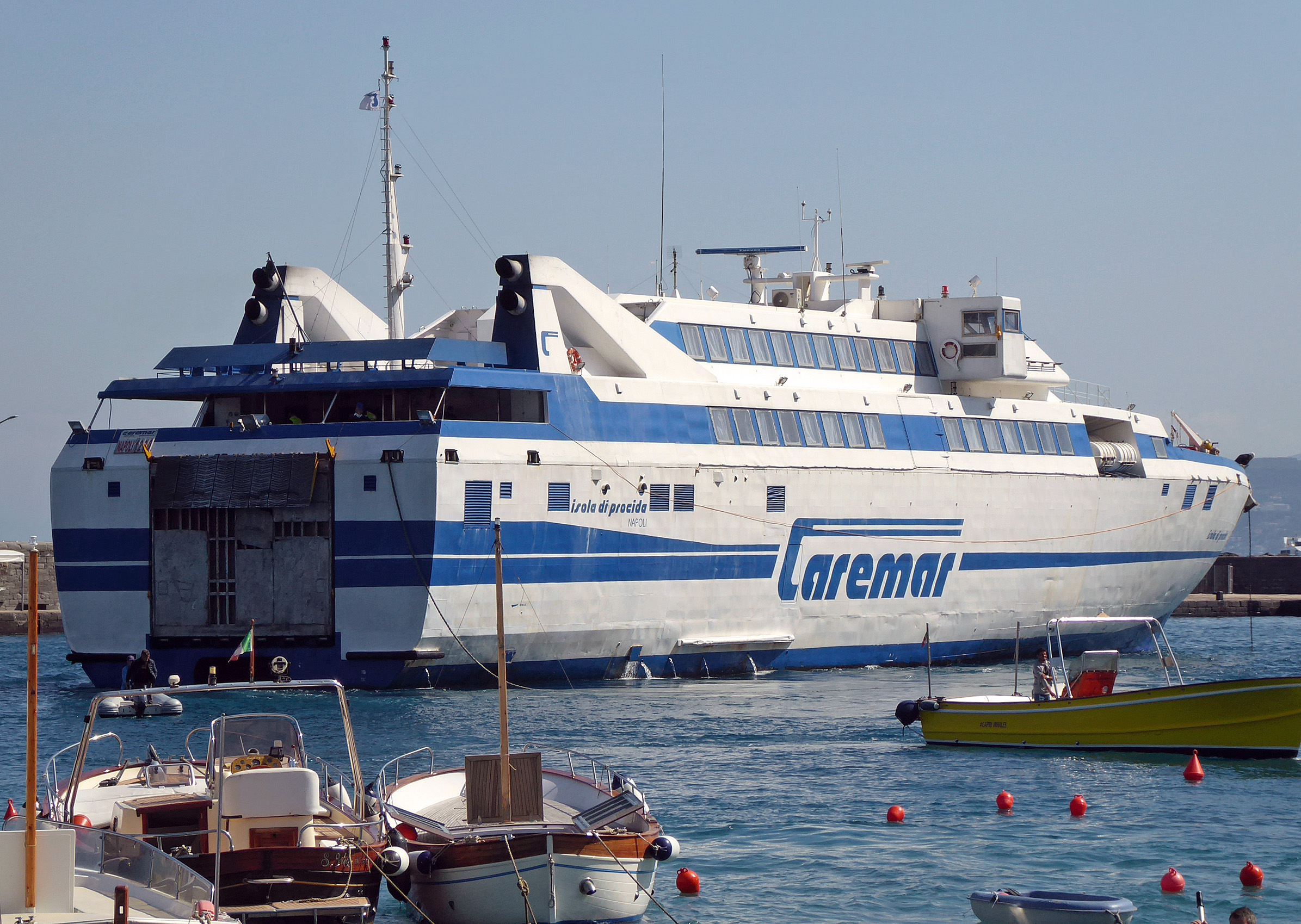
L'Isola di Procida a Capri nel 2022.

## Navi gemelle
- Isola di Capri
- SNAV Virgo
- Isola di Vulcano